# Osteocephalus heyeri
Osteocephalus heyeri là một loài ếch thuộc họ Nhái bén.
Loài này có ở Colombia, có thể cả Brasil, và có thể cả Peru.
Môi trường sống tự nhiên của chúng là rừng ẩm vùng đất thấp nhiệt đới hoặc cận nhiệt đới.
Chúng hiện đang bị đe dọa vì mất môi trường sống.